# Neerhem
Neerhem (Limburgs: De Nerem) is de naam van een straat en buurtschap in Valkenburg in de Nederlandse gemeente Valkenburg aan de Geul. De buurtschap bestaat uit de doorgaande weg Neerhem en enkele ten noorden daarvan gelegen straten met voornamelijk nieuwbouwwoningen. De straat Neerhem begint bij de Berkelpoort en eindigt bij de Sibbergrubbe. Een deel van de straat is onderdeel van de N595, de doorgaande weg van Valkenburg naar Oud-Valkenburg.

## Geschiedenis
Het woord Neerhem is samengesteld uit de delen 'Neer' (laag) en 'heim' (huis of nederzetting). De naam is parallel ontstaan met die van Euverem, een gehucht bij de Goudsberg en de Schaelsberg, het hoger ('euver') gelegen 'heim'. Vergelijkbare namen in de omgeving zijn Walem, Broekhem, Houthem en Rothem.

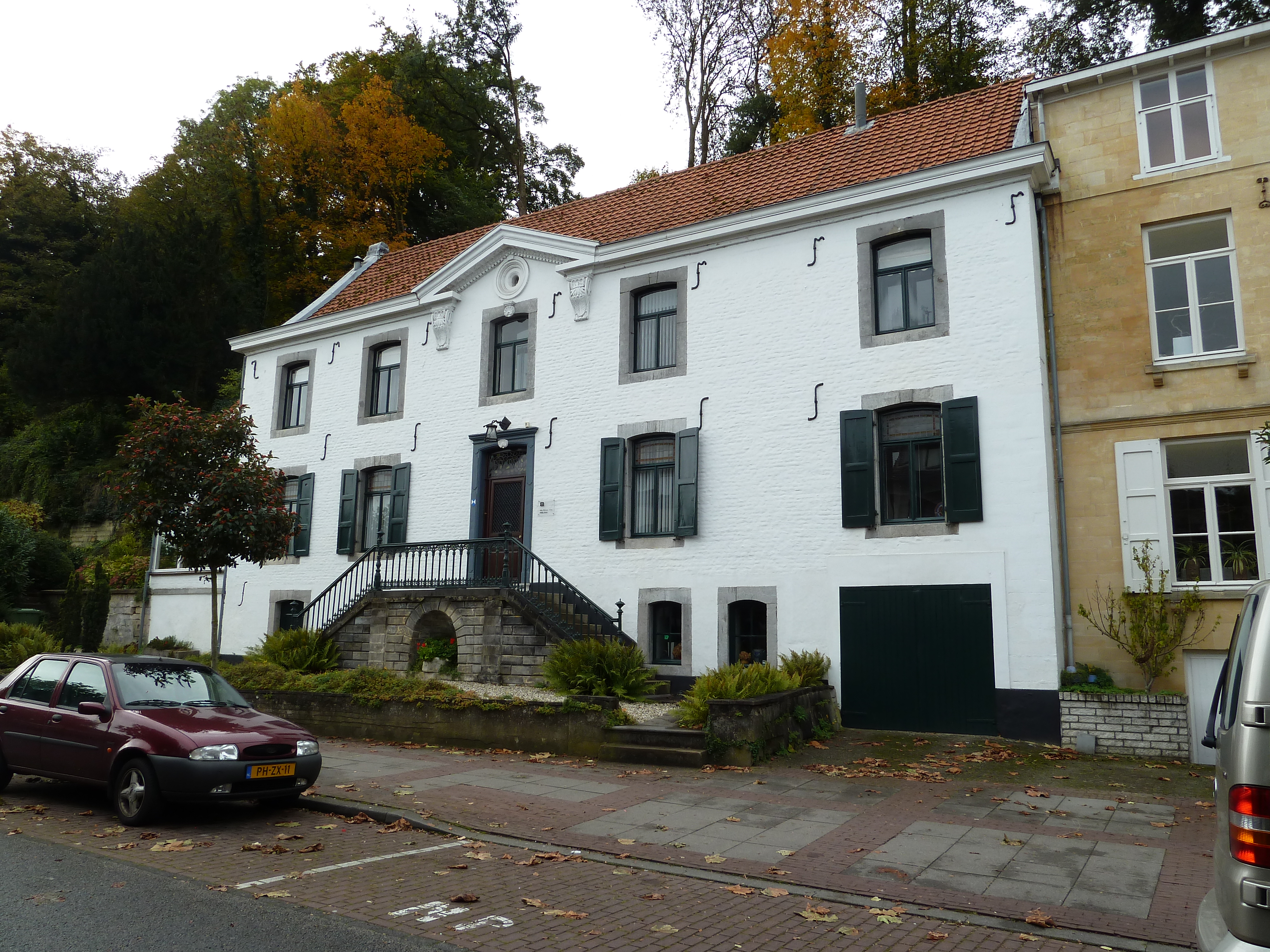
Neerhem 8, woonhuis van Cuypers

De buurtschap Neerhem ontwikkelde zich in de loop der eeuwen buiten de Berkelpoort, een van de drie stadspoorten van Valkenburg, maar werd pas na de Tweede Wereldoorlog grootschalig bebouwd. Vanaf de Neerhem loopt langs de zuidoostkant van het kasteel Valkenburg de Dwingel, een oude, half verscholen weg die naar de Daalhemerweg aan andere kant van de Heunsberg leidt en in vroeger tijden onderdeel was van de verdedigingswerken van het kasteel.
De Neerhem behoorde tot 1940 tot de gemeente Oud Valkenburg. De straat werd tot die tijd Oud-Valkenburgerweg genoemd. In 1886 werd de weg door de een jaar eerder opgerichte Valkenburgse VVV Het Geuldal verbreed en verfraaid door aanplant van een bomenrij langs de zuidzijde. Enkele jaren later, in 1892, kwam het imposante kuurhotel Huis ter Geul (tegenwoordig Parkhotel Valkenburg) gereed, gebouwd naar plannen van de befaamde architect Pierre Cuypers.
Cuypers bezocht in die tijd regelmatig zijn vriend pastoor Johannes Jozef Langenhoff (1822-1898), die een mergelstenen pand aan de Oud-Valkenburgerweg (thans Neerhem 8) bewoonde. Cuypers logeerde in het naastgelegen huis op nr. 6, dat hij enige jaren later kocht. Later verwierf hij ook de panden op nrs. 4 en 8, het huis van de pastoor. Daarmee kwamen ook de percelen ten oosten van de woningen en de achterliggende beboste helling Den Driesch in zijn bezit. In de onderliggende mergelgrotten (Wilhelminagrot, Fluweelengrot) teelde Cuypers champignons. Van 1894 tot 1898 woonde Cuypers permanent aan de Neerhem; vóór en na die periode verbleef hij er onregelmatig.
In 1953 liet de ondernemer en rentmeester van kasteel Schaloen Antoon Geenen ter hoogte van Neerhem 44 een kabelbaan bouwen met 32 stoeltjes. Daarmee konden toeristen vanaf de Neerhem over een afstand van 260 meter naar de op de Heunsberg gelegen Wilhelminatoren worden gebracht, een belangrijke impuls voor het toerisme in Valkenburg.

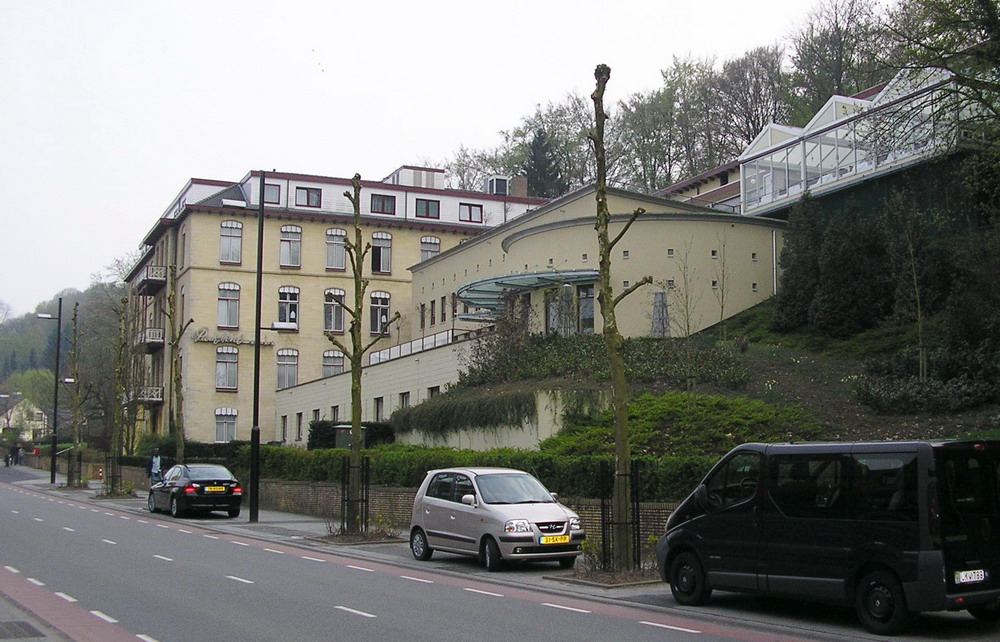
De Neerhem nabij Parkhotel Rooding

## Erfgoed, toeristische attracties
Aan de Neerhem liggen diverse rijksmonumenten, waaronder de van oorsprong 14e-eeuwse Berkelpoort en enkele monumentale villa's en mergelwoningen. Op de hoek met de Sibbergrubbe ligt het door Cuypers ontworpen kuurhotel Huis ter Geul in chaletstijl, van 1911 tot 1939 redemptoristenklooster, thans Parkhotel Valkenburg genaamd. Het in 2003 uitgebreide hotel wordt omgeven door een groot park langs de boshelling.
Dichter bij het centrum ligt de ingang naar de kabelbaan die naar de Wilhelminatoren op de Heunsberg leidt. Vanaf de kabelbaan en vanaf de 30 meter hoge Wilhelminatoren heeft men een panoramisch uitzicht over Valkenburg. Parallel aan de kabelbaan ligt een rodelbaan. Naast de Wilhelminatoren ligt het Sprookjesbos Valkenburg, bereikbaar via de Sibbergrubbe. Onder de Heunsberg bevindt zich ook de Wilhelminagroeve, een oude mergelgroeve, die tegenwoordig gebruikt wordt voor lasergames, paintball en andere indoor activiteiten. In de winter wordt er een kerststal van zandsculpturen opgebouwd. In hetzelfde gebied ligt de Fluweelengrot, die vanaf de Daalhemerweg bereiktbaar is. Hier bevindt zich onder andere een gebeeldhouwd reliëfportret van Pierre Cuypers.

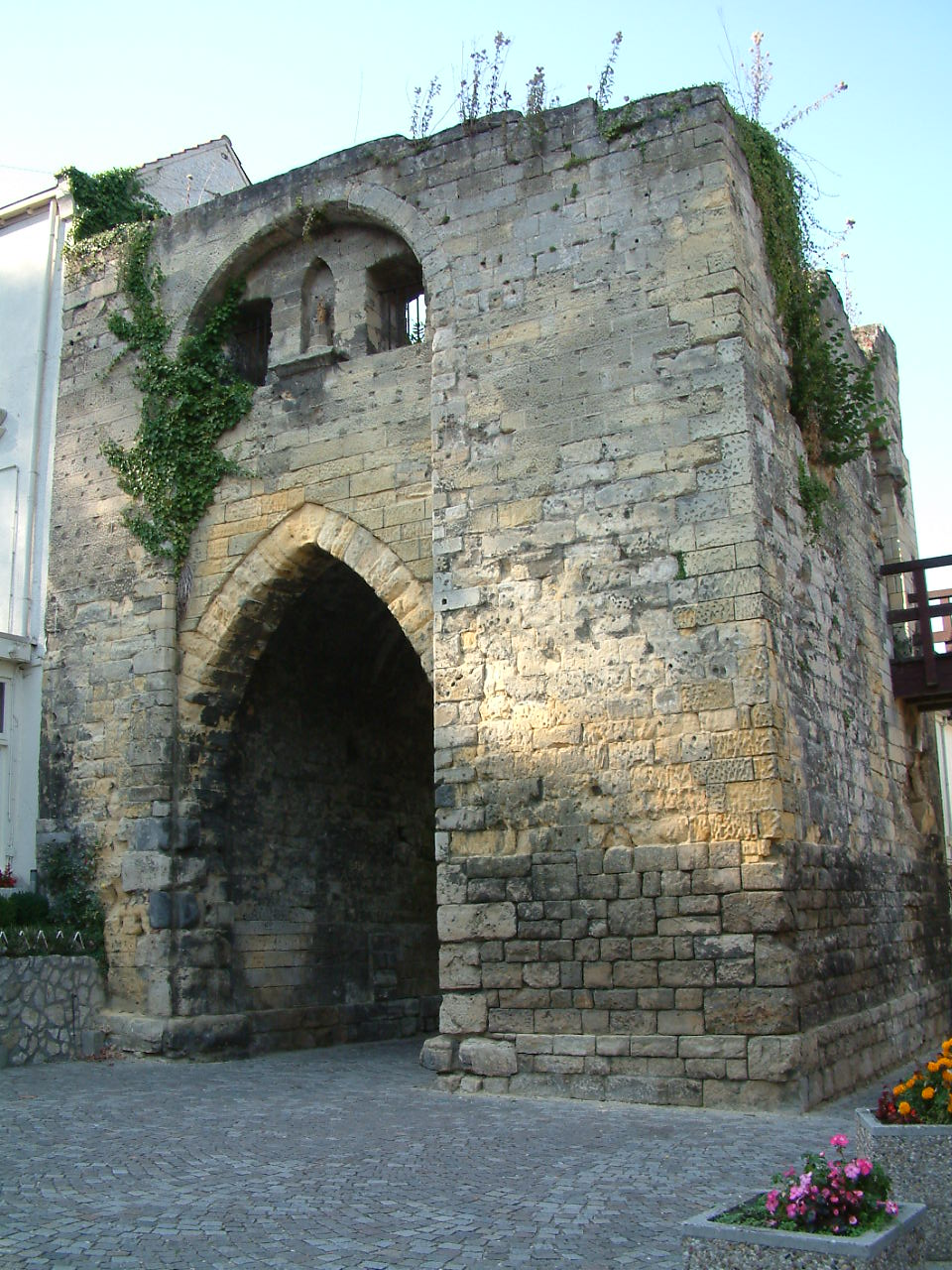
Berkelpoort
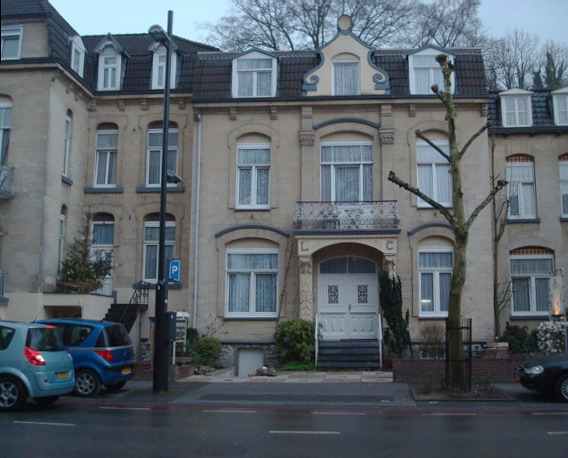
Mergelsteen woningen
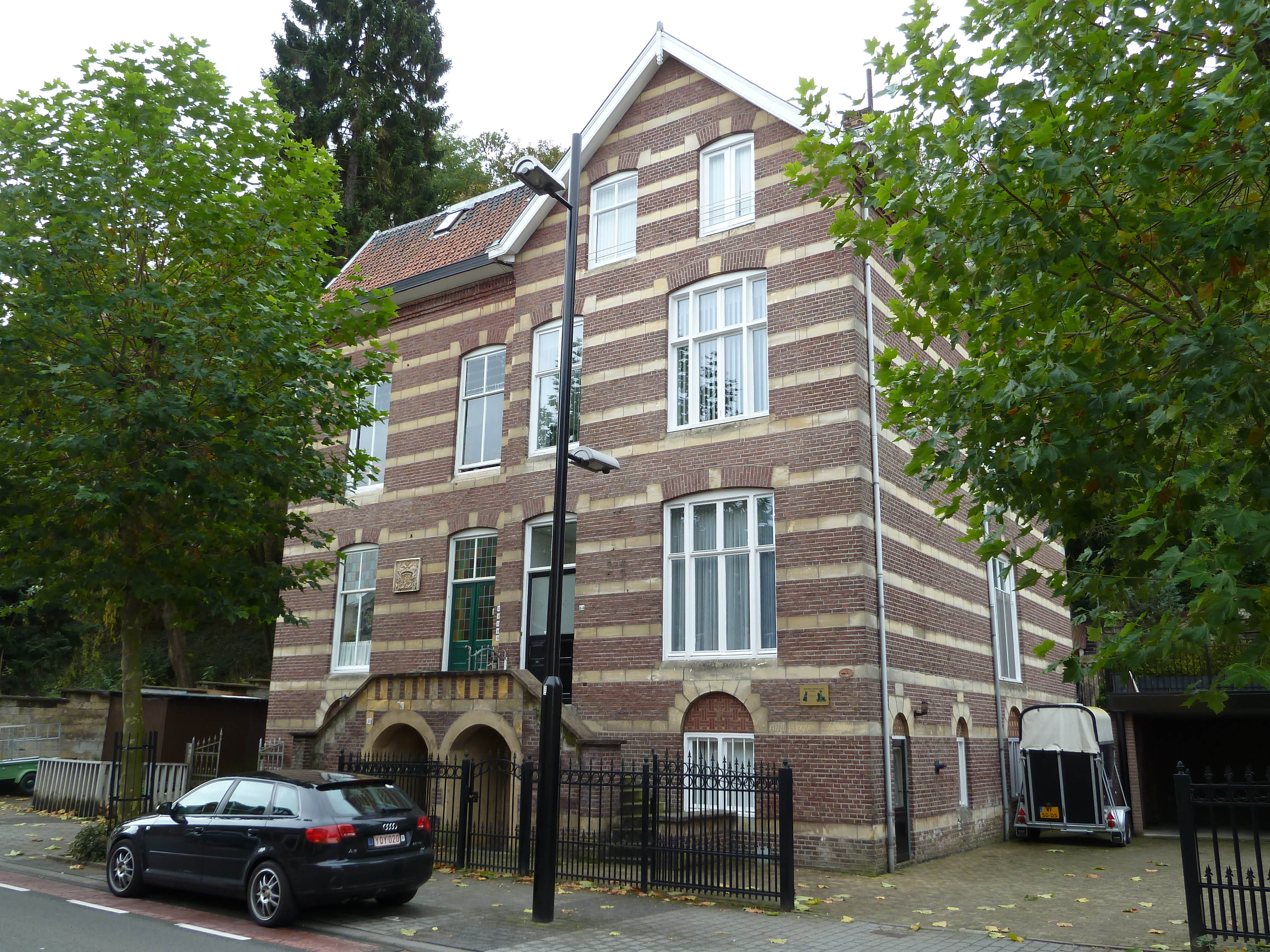
Villa Neerhem 64
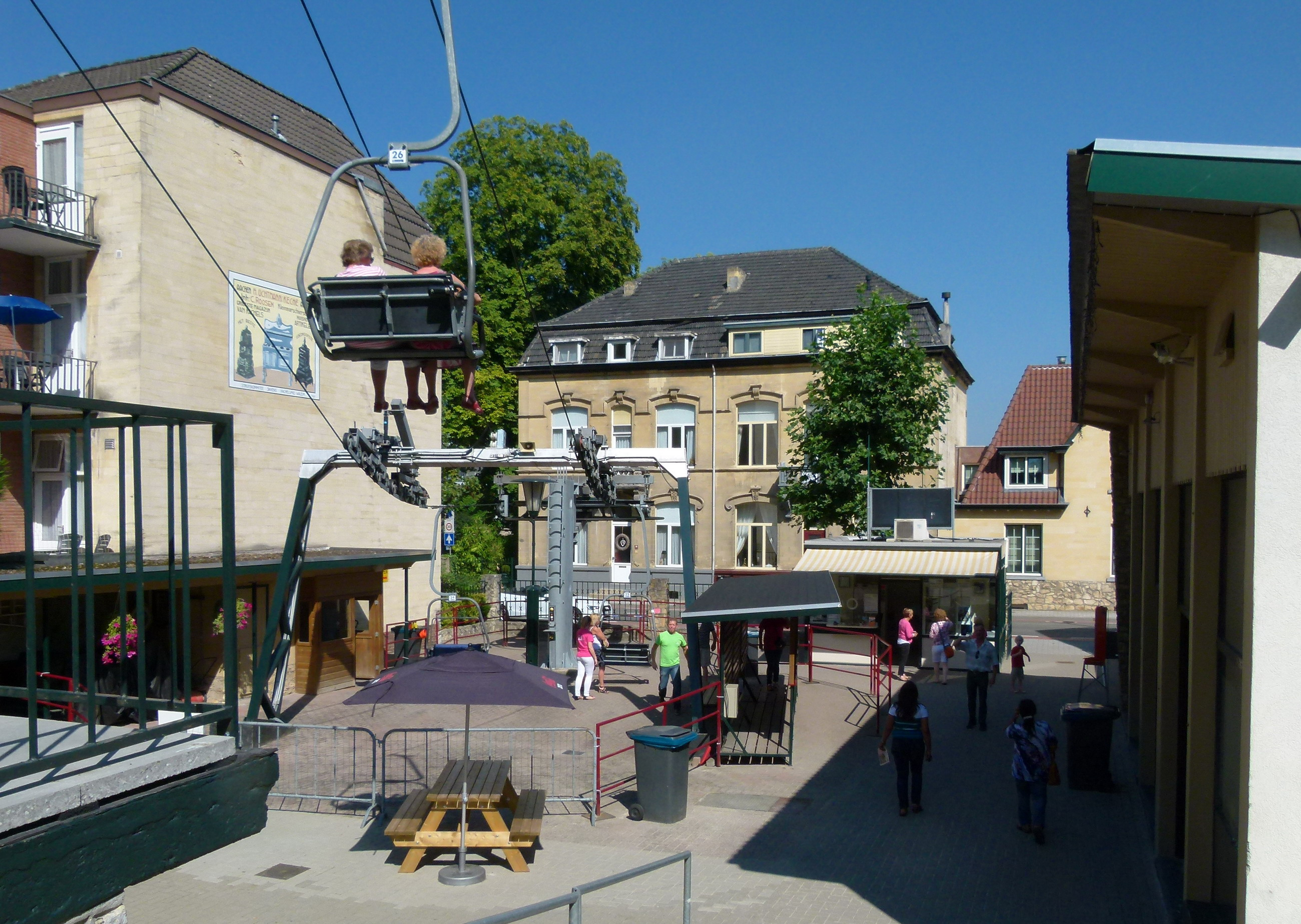
Kabelbaan
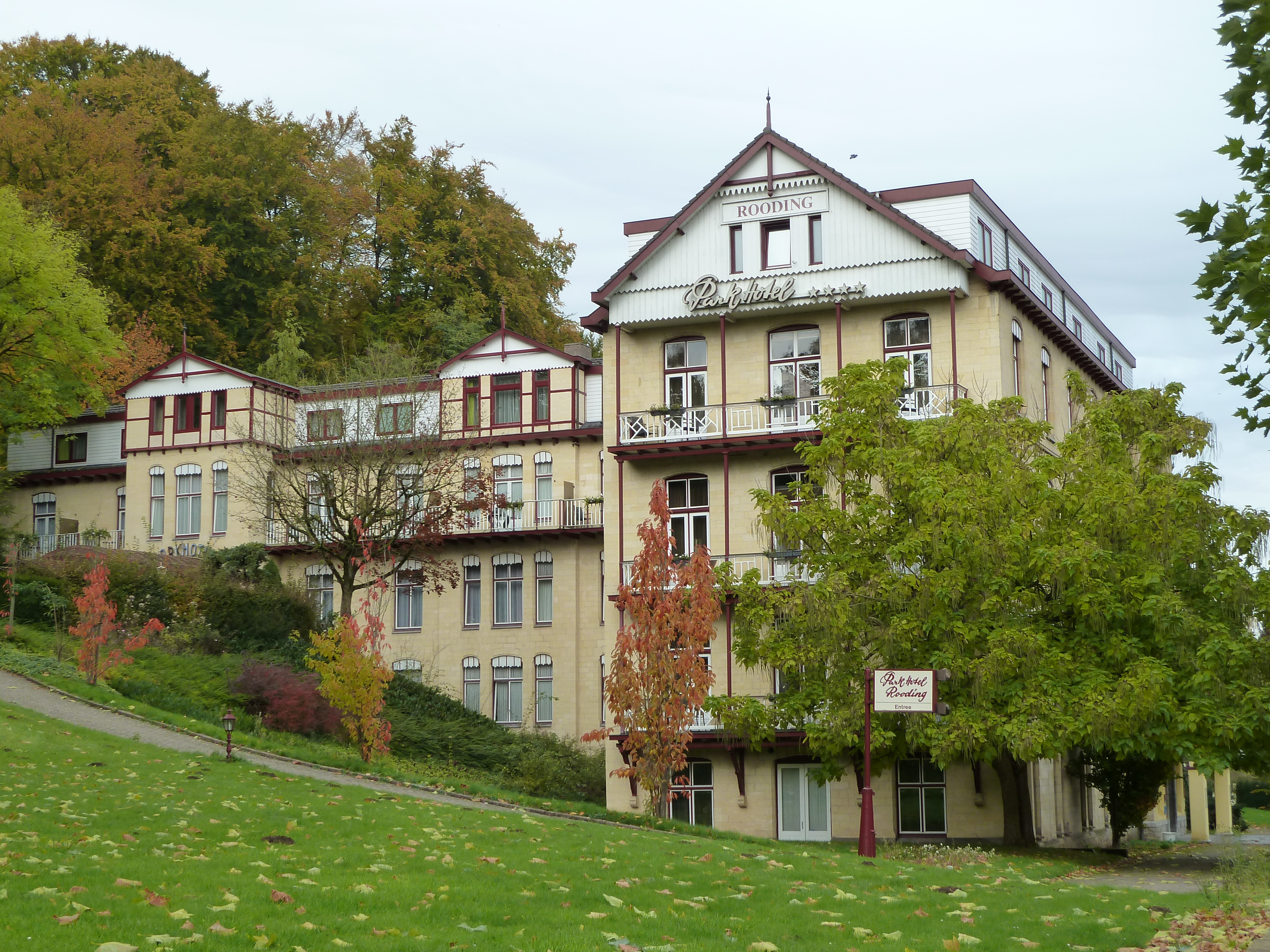
Huis ter Geul